# 이승한 (1946년)
이승한(李承漢, 1946년 12월 23일 ~ )은 대한민국의 기업인이다. 홈플러스 그룹의 대표이사 회장을 지냈으며, 2010년부터 2016년까지 유엔 글로벌 콤팩트(UNGC; United Nations Global Compact) 한국협회 회장을 역임하기도 했다.

## 서훈
- 2004년 대한민국 금탑산업훈장(1등급)
- 2008년 명예 대영 제국 훈장 3등급(honorary CBE, 외국인대상 정원외 명예훈장)
- 2010년 대한민국 국민훈장 동백장(3등급)

## 국정조사
이승한은 2012년도 대한민국 국정조사에서 증인 출석을 요구받았다.